# Faro de Punta de St. Catherine
El faro de Punta de St. Catherine (en inglés: St. Catherine's Lighthouse) es un faro situado cerca de la localidad de Niton en la punta de St. Catherine, el lugar más meridional de la isla de Wight, Inglaterra, Reino Unido. El primer faro del lugar fue construido en 1323, el llamado Oratorio de St. Catherine, lo que le hace ser el más antiguo de Inglaterra. El faro actual data de 1838.

## Historia
El primer faro fue levantado por Walter de Godyton en 1323 como condena por haberse apropiado de unos barriles de vino blanco procedentes de un naufragio cercano. Aparentemente estuvo en operación hasta que Enrique VIII de Inglaterra cerró los establecimientos católicos en 1547. Se conoce este edificio popularmente con el apelativo de Pepperpot, el pimentero.

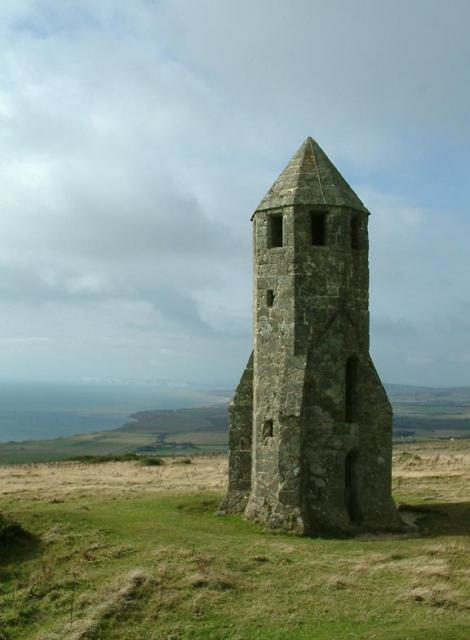
El Oratorio de St. Catherine, construido en 1323, el faro más antiguo de Inglaterra.

El Trinity House, el organismo regulador de las ayudas a la navegación de Inglaterra y Gales, mandó erigir en 1785 tres faros, en la Punta de St. Catherine, la Punta de Hurst y en The Needles, para guiar la entrada del estrecho de Solent, pero el de la Punta de St. Catherine nunca llegó a terminarse ya que se pudo apreciar que las intesas nieblas habituales en el área harían inservible el faro. El edificio a medio construir se le denominó popularmente Saltpot, el salero.
El faro actual fue empezado a construir en 1838 y puesto en servicio en marzo de 1840. Tiene una sección octogonal en tres etapas reduciéndose en tamaño con la altura, en principio de un total de 36 metros. Las nieblas de la región inutilizaban el faro frecuentemente por lo que en 1875 se decidió reducir la altura del mismo en 13 metros, quitando 6 metros de la etapa superior y 7 de la intermedia.
En ese año, la señal sonora que estaba situada cerca del borde del acantilado, debido a la erosión corría el peligro de despeñarse, por lo que fue trasladada a una torre anexa a la del faro, construido como una réplica del mismo. Porpularme se conoce a estas dos torres como The cow and the calf, la vaca y el ternero. La señal sonora fue eliminada en 1987.
En 1943, durante la Segunda Guerra Mundial, sufrió un bombardeo alemán durante el que el faro sufrió pocos daños, pero perdieron la vida los tres fareros que lo atendían. Una placa a la entrada del faro recuerda este hecho.
En 1997 el faro fue automatizado y desde entonces está controlado desde Harwich, Essex, donde el Trinity House tiene su centro de control.

## Características
El faro emite un destello de luz blanca cada 5 segundos a una altitud de plano focal de 41 metros sobre el nivel del mar, y un alcance de 25 millas náuticas.
Adicionalmente emite una luz roja fija de forma continua las 24 horas del día a una altitud de 35 metros sobre el nivel del mar con un alcance de 13 millas náuticas señalizando los arrecifes de Atherfield Ledge.